# Коник, Константин
Константи́н Ко́ник (эст. Konstantin Konik, 19 (31) декабря 1873 — 3 августа 1936) — эстонский хирург и политик, член Комитета спасения Эстонии.

## Биография
Отец Константина Коника был извозчиком.
После обучения в Дерптской гимназии, Константин в 1893 году окончил медицинский факультет Дерптского университета, а в 1903 году получил степень доктора наук в Новороссийском университете..
С 1899 года работал врачом на сахарном заводе на Западной Украине, затем — в больнице в Одессе. Как врач участвовал в русско-японской войне (1904—1905).
В 1905 году он вернулся в Тарту. Под впечатлением от русской революции 1905 года выступал с радикальными националистическими идеями, против самодержавия.
С 1909 года жил и работал в Таллине. С 1913 по 1915 год редактировал журнал Tervis («Здоровье»). Во время Первой мировой войны возглавлял городское управление здравоохранения.
В 1917 году Коник был назначен членом временного эстонского правительства, а в ноябре 1918 года стал главой Министерства здравоохранения. В том же году выступил одним из основателей Социал-демократической эстонской рабочей партии.
19 февраля 1918 года Совет старейшин Временного сейма назначил Коника членом Эстонского комитета спасения, который выступил за отделение Эстонии от России и полный государственный суверенитет. Вместе с Константином Пятсем и Юри Вильмсом Коник считается одним из трёх отцов-основателей Эстонской Республики, провозглашенной 24 февраля 1918 года.
С вторжением имперских германских войск в Таллин 25 февраля 1918 года эстонская независимость была сильно ограничена, в августе того же года Коник был арестован за свои националистические взгляды и вышел на свободу только после распада Германской империи в ноябре 1918 года. С 1918 по 1920 год он возглавлял службу здравоохранения молодого эстонского государства. В начале 1920-х годов Коник отошёл от активной политической деятельности вновь занявшись медициной.
С сентября 1920 по 1931 год он — профессор хирургии, декан медицинского факультета Тартуского университета и заведующий кафедрой неврологии.
Коник вошёл в историю Тартуского университета, прочитав 8 марта 1920 года первую лекцию по медицине на эстонском языке. Университет Тарту стал эстонским национальным университетом только в 1919 году, прежде будучи немецким университетом, где использовался только немецкий, а с 1880-х годов — русский язык.
В 1933 году Коник был недолго министром образования и социального обеспечения в кабинете премьер-министра Яана Тыниссона.
С осени 1933 года страдал депрессией, а затем его разбил паралич в результате ишемического инсульта.
Коник предупреждал о приближающейся войне с гитлеровской Германии и считал Лигу Наций слишком слабой, чтобы гарантировать мир в Европе.

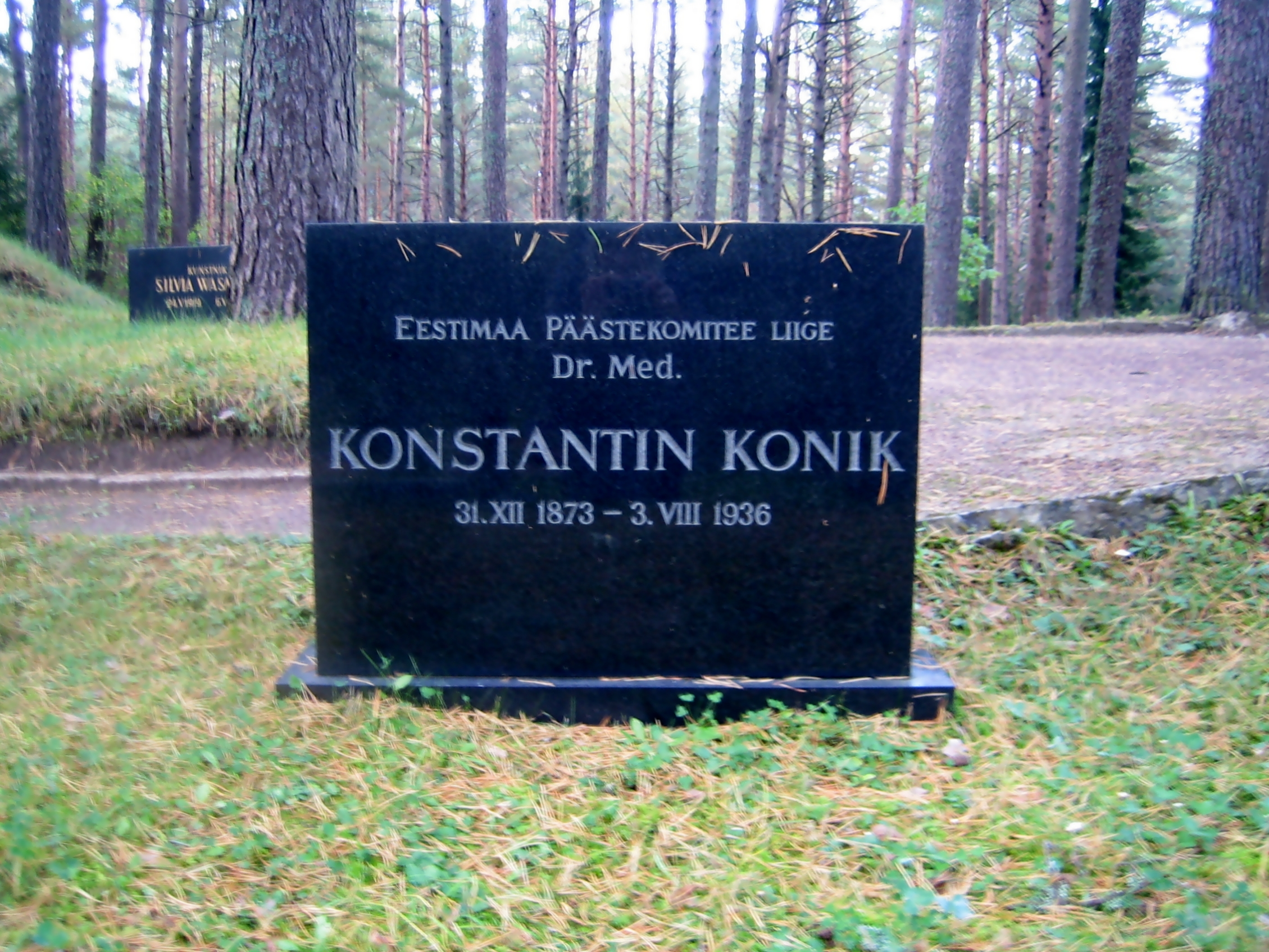
Могила Коника на Лесном кладбище Таллина

Похоронен на Лесном кладбище Таллина.

## Личная жизнь
Был женат первым браком на Матильде Пистрик, сотруднике газеты Postimees, жена умерла, когда ему было 56 лет. Вторично он женился на Виктории, разведённой жене эстонского художника Николая Трийка. Оба брака остались бездетными.